# Eurya austroyunnanensis
Eurya austroyunnanensis là một loài thực vật có hoa trong họ Pentaphylacaceae. Loài này được T.L.Ming & H.Zhu mô tả khoa học đầu tiên năm 1991.